# Nicolas-Louis de Lacaille
Abbé Nicolas Louis de Lacaille, francoski astronom, * 15. marec 1713, Rumigny, Ardeni, Francija, † 21. marec 1762, Pariz, Francija.

## Življenje in delo
De Lacaille je meril dolžino poldnevniškega loka v
Franciji in Afriki. Oblikoval je 14 novih južnih ozvezdij. Izdal je zvezdni katalog z 10.000 južnimi zvezdami skupaj z 42. meglicami. Ta katalog so z naslovom Coelum Australe Stelliferum objavili po njegovi smrti leta 1763.
Izmeril je Lunino paralakso. Leto po nastanku teorije o precesiji in nutaciji je leta 1750 našel vrednost za splošno precesijo v longitudi Ψ = 50,16", ko je uporabil svoj zvezdni katalog in kataloga Albatanija in de Braheja.
Leta 1751 in 1752 je ponovil meritve Marsove deklinacije na observatoriju Dobrega upanja in dobil praktično enako vrednost za Sončevo paralakso 9,5" in od tod astronomsko enoto a0 = 138,5 · 109 m kot že Giovanni Cassini I. leta 1672. Leta 1756 je izmeril dolžino poldnevniškega loka z napako 0,0003. Leta 1758 je predlagal ime Halleyjevemu kometu.

## Priznanja
Poimenovanja
Po njem se imenuje krater La Caille na Luni.